# Wildchild
Джэк Браун (англ. Jack Brown; род. XX век, Окснард, Калифорния), также известный как Wildchild, американский рэпер, входящий в состав хип-хоп группы Lootpack. Он выпустил два сольных альбома. Первый, Secondary Protocol, вышел на Stones Throw Records, включает в себя совместные треки с такими исполнителями, как: Oh No, Percee P, Medaphoar, Planet Asia, Aceyalone, и Phil da Agony, почти полностью продюсирован Madlib'ом. Второй альбом — Jack of All Trades, вышел на Fat Beats, включает в себя совместные треки с Prince Po, Special Ed, Souls of Mischief, Georgia Anne Muldrow и продюсирован Madlib’ом и Black Milk'ом.
Также его можно услышать на альбоме Dabrye Two/Three, и совместном альбоме MF Doom'а и Madlib’а — Madvillainy.